# Franziskanisches Bildungswerk
Das Franziskanische Bildungswerk e. V. (FBW) ist eine gemeinsame Gründung der Thüringischen Franziskanerprovinz von der Hl. Elisabeth und der Missionszentrale der Franziskaner. Träger ist heute die Deutsche Franziskanerprovinz.
Hauptaufgabe des Franziskanischen Bildungswerks ist die außerschulische und politische Jugendbildung, ferner Erwachsenen- und Familienbildung. Die Arbeit des Bildungswerks ist ausgerichtet an der franziskanischen Spiritualität. Seinen Sitz hat es in Großkrotzenburg bei Hanau, wo sich auch das Franziskanergymnasium Kreuzburg befindet, eine katholische Privatschule. Es gibt eine enge Kooperation zwischen beiden Einrichtungen, die unter anderem dem Konzept der „Schulfamilie“ gilt.